# カルーセル麻紀
カルーセル 麻紀（カルーセル まき、Carrousel, Maki、1942年〈昭和17年〉11月26日 - ）は、日本のタレント。本名：平原 麻紀（ひらはら まき）、旧名および出生名：平原 徹男（ひらはら てつお）。所属芸能事務所は、オフィスカルーゼル。
いわゆるニューハーフタレントの草分け的存在であり、元男性であることをネタにした痛快なトークが売りで、お笑い芸人の演芸と歌謡ショーを組み合わせたステージを繰り広げる。また、芸能界を始め、各界に友人、親友が数多く幅広い人脈を持つことでも知られる。
「性別適合手術を受け、戸籍を男性から女性にしたパイオニア」と称される。

## 来歴

### 生い立ち
1942年（昭和17年）、北海道釧路市で二男として生まれる。4男5女の9人きょうだい（麻紀の上に兄が1人と姉が3人おり、麻紀は第5子）で11人家族だった。厳格な父親は日本通運に勤めていたが大家族ということもあり生活費がかかり、生家は二間しかない長屋暮らしだった。出生時は太平洋戦争中で、「アメリカやイギリスなどの敵国と『徹底的に戦う男』となるよう」との願いから、「徹男（てつお）」と命名された。しかし、物心ついた頃から心は女の子で、当時の一人称は「“あたし”と言いたかったが、幼かったため上手く言えず」“アチシ”だった。

### 学生時代
小学生時代は、「男のくせに女になりかけ」との理由から“なりかけ”というあだ名で呼ばれ、男の子たちからいじめられることもあった。しかし背が低くて小柄だったためケンカしても負けると思い、幼馴染の番長的存在の男の子に、本人曰く「情婦のようにすり寄って仕返ししてもらっていた」という。
また、帰宅後は親に隠れて坊主頭にスカーフを巻いて母の化粧品をこっそり使い、女の子とおままごとやお人形遊びばかりしていた。夕食までに男の子の格好に戻っていたが、時々化粧が落としきれてなくて父親から「何だその顔!このバケモノ!」と怒られていた。
釧路北中学校に入ると周りから「おとこおんな」と呼ばれるようになった。この頃から新聞配達のアルバイトを始め、そのお金で洋服などを買っていた。14歳の時に三島由紀夫の小説『禁色』を読んで、初めて「同性愛」を知る。同時期に“麗しのゲイボーイ”として一世を風靡し、日活の映画に出演していた丸山明宏（現・美輪明宏）の存在を知り、「自分と同じような人がいたんだ！私みたいな人間でも生きる世界があるんだ」と生きる上での一筋の光を感じ、その後の身の振り方を決めるきっかけとなる。
北海道釧路北陽高等学校に進学するが、厳格な校風だったため相変わらず丸刈りだった。演劇部に入ったあと女役を演じるために髪を伸ばし始めたが教頭にバリカンで刈られてしまい、猛烈に頭にきてそのまま中退する。

### ゲイバーを経て芸能界デビュー
北海道釧路北陽高等学校を中退したあと厳格な父親への反目から15歳で家出し、年齢を誤魔化して北海道札幌市のゲイバーに勤務。その後は、全国各地のゲイバーの他ショーパブやキャバレーなどを転々とし、19歳の頃に大阪のゲイバー「カルーゼル」にたどり着く(後述)。
「カルーゼル」では、各地の馴染み客たちが訪れるほど人気となる。客の中には勝新太郎や田宮二郎などの有名人もいた。この頃大阪OSミュージックホールでヌードダンサーとして初舞台を踏む。戸川昌子原作の舞台『猟人日記』出演に誘われた際、勤めていた店名から「カルーセル」を冠した“カルーセル麻紀”の芸名を放送作家の新野新から名付けられた。
1963年（昭和38年）に「カルーゼル」に勤めながら芸能界デビュー。市川猿之助(三代目)の薦めで日劇ミュージックホールに出演した。1968年（昭和43年）、日本コロムビアから楽曲『愛してヨコハマ』で歌手デビュー。同時期にスタートしたテレビ番組『11PM』の出演。これをきっかけに他にもレギュラー番組を抱えるようになり、雑誌「平凡パンチ」などでグラビアの仕事もするようになる。20代後半にはアングラ劇場や前衛的な芝居小屋にも出演し、特に「渋谷ジァン・ジァン」で公演した『ゲバラ一九七一 東京』は「私の思い出の作品」と評している。
1973年（昭和48年）にはモロッコに渡り、性別適合手術を受けた(後述)。

### 2000年以降
2001年（平成13年）9月、大麻とコカインを自宅に隠し持っていたとして、大麻取締法、及び麻薬及び向精神薬取締法違反の容疑で逮捕された。容疑は何れも不起訴となったものの、勾留中の留置場では戸籍上の理由で男子房に入れられた。
2002年（平成14年）、半生を綴った自伝『私を脱がせて』（ぶんか社）を出版。
2004年（平成16年）10月の性同一性障害者特例法施行を受けて性別の変更が認められて戸籍上も女性（続柄は二女）となり、本名も「平原麻紀」と改名した。変更の理由は「戸籍変更ができるまでに年はだいぶ取ってしまったが、性同一性障害でずっと悩んでいる若い子たちの為にも、私のように世間に名が知れている者が申請して認められて突破口になれたらいいなと前々から思っていたから。」などと語っている。
2006年12月8日には自宅が空き巣被害にあい、腕時計などの宝飾品約800万円相当や現金約10万円、外国紙幣約320万円相当を盗まれ、被害直後に自宅でインタビューに応じている。
2011年に閉塞性動脈硬化症を患い右足の切断の危険もあったが、幸いなことに手術は無事成功。しかし翌年の2012年には左足が同じ病気になってしまい再び手術を受けた。
2020年4月に脳梗塞で緊急搬送されたが、入院治療により回復した。
2025年2月13日、映画『一月の声に歓びを刻め』（監督 三島有紀子）にて2024年（第79回）毎日映画コンクール助演俳優賞を受賞。
現在（2021年時点）もテレビやラジオを中心に幅広く活躍し、お笑いを交えた歌謡ショーではピンヒールを履いて舞台に立っている。

## エピソード

### ゲイバーへ（北海道時代）
中退から数日後、新聞配達で貯めたお金を元手に「家出して東京のゲイバーで働こう」と考えて東京行きの列車に乗る。しかしその車中、札幌にもゲイバーがあることを知り、急遽途中下車した後、すすきののゲイバーへと向かう。
この時15歳だったが面接で“18歳”と年齢を誤魔化し、採用後は住み込みで働き始めた(この頃の源氏名は“マメコ”)。“マヤさん”という先輩から礼儀や接待のイロハ、着物の着付けから恋愛テクニックに渡るまで懇切丁寧に教えてもらった。しかし1ヶ月後、地元の友人に手紙を出したことで親に居場所がバレて連れ戻される。
だが直後に再び家出して旭川市、根室市、帯広市、室蘭市など北海道の街を転々としながらホステスとして働くと、室蘭でスポンサーとなる人物と出会う。その人の援助を受けて友達と店を始めるが、その友達と大喧嘩して店は解散。

### 東京、その後大阪へ
17歳の頃に上京してゲイバー「青江」で働かせてもらおうと東京の銀座に行くが、夏休み期間は神奈川県鎌倉市で営業していることを知る。鎌倉店の面接でとっさに“牧田徹”と偽名を名乗ったことから、源氏名が「麻紀」に決まった。勤務後から間もなく人気が出て、夏が終わる頃には店の売れっ子になった。秋から本来の営業場所である銀座の「青江」で働くが、ある日酒癖の悪い先輩に絡まれたことで店を辞めてしまう。また、作家の山口洋子が経営していた銀座のクラブ「姫」に在籍していたこともある。
先述のすすきののゲイバーを頼って札幌に戻ると、同店のオーナーが経営するキャバレー「白鳥クラブ」で働くことになる。しかし後日客と大喧嘩して店を辞めた後、愛知県名古屋市のゲイバーで働く。だが19歳の頃、ある男に大失恋したショックでその店も辞めてしまい大阪へ向かう。
大阪のゲイバー「カルーゼル」に先述のすすきの時代に世話になったマヤさんがいたことから、同店で働き始める。これまでに上記以外にも青森県弘前市ではショーパブ、同県三沢市ではバーの雇われママ、愛媛県松山市ではキャバレー勤め、他にも福岡市博多の店などで働いていた。実家を出てから大阪に来るまでの約4年間で計13都市に移り住み、引っ越し回数は16回に上る。このことから大阪に着いた頃には、麻紀の存在はゲイバー、キャバレー業界では有名になっていた。

### 女性へ
10代の頃から女性の体になりたいと思っていたが、日本では当時まだ性別適合手術は禁止されていた。19歳の頃、当時大阪の新歌舞伎座の裏にあった病院で去勢手術を受けた。
30歳になる前、コクシネルというフランス、パリのクラブ歌手がモロッコで性別適合手術を受けて男から女に生まれ変わったことをニュースで知る。1973年に同じくモロッコで性別適合手術を受けたが、手術費用は現在の金額に換算すると3000万円くらいかかったという。手術後には傷口が化膿して3日間40度以上の高熱と激痛に見舞われ死にかけたと本人が語っている。体調が戻ってからはパリへ渡り、休養しながら友人のバーを手伝うなどして、一年ほど芸能活動を休業した。
帰国すると、当時ストリップショーをしていた麻紀は「以前は前張りして舞台に上がってたけど、術後はその必要がなくなったのが何より嬉しかった。ちっちゃい下着で堂々とストリップできるようになった」と回想している。
その後、戸籍変更して特に良かったことは、海外旅行の時に空港で性別のことで揉めなくて済むようになったこととしている。戸籍変更直後は親類の子供たちから、「おじちゃんだったおばちゃん」と呼ばれたという。本人はいまだに元男性であることをネタにしており、「怒るとオッサンになる」「男に徹すると書いて徹男なのに、女になってしまった」などと、しばしば語る。

## 人物

### 家族との関係
家族の中では母が一番の理解者で、子供の頃から何をしても庇ってくれたため、お母さん子だった。家出してゲイボーイになった後、周りから「お宅の息子さんオカマになったんですね」と言われた母は肩身の狭い思いもした。しかし後日麻紀は、「それがお前の生きる道なら、その世界で一流になりなさい」と母から告げられたという。母は93歳で亡くなった。
対して父は先述の通り子供の頃から女の子らしく振る舞う麻紀に厳しく、家出した時は兄から「女の恰好をするなら、二度と家の敷居はまたがせない！」と言われた。しかし麻紀の歌手デビュー後、父は自転車で釧路中のレコード屋を回って娘のレコードを何枚も買うようになった。父の死後、実家からレコードが多数出てきたことで初めてこのことを知った麻紀は、遅ればせながら感謝したという。
芸能界に入った後も家族のため麻紀は本名を隠していたが、末妹が結婚することになった。結婚式の数日前、母は思い切って相手の両親に「カルーセル麻紀ってご存知ですか？実はこの子の兄なんです」と伝えた。すると「知ってます。私たち大ファンなので、ぜひ麻紀さんにも結婚式に出席していただきたい」と告げられた。これが、麻紀にとって初めて出席する身内の結婚式となった。
約40年前から現在（2021年時点）に至るまで姉と一緒に暮らしている。
麻紀は後年、「今の私があるのは、両親と兄弟姉妹たちが陰で支えてくれたおかげ」と感謝を述べている。

### 趣味など
プロ野球、北海道日本ハムファイターズのファンであり、特にダルビッシュ有投手の大ファンである。
年に一度はヨーロッパ各国へ休暇を取って旅行へ行くほどヨーロッパ好きで有名である。自宅内にもヨーロッパのアンティークな家具、装飾品などが多数あり、自宅紹介時には公開している。豪華なドレスなどの舞台衣装や高級ブランドのバッグや靴、洋服、毛皮等を多数所有している。その後自宅に収まりきらなくなったため、自宅の近所に事務所兼クローゼット代わりの家を一軒購入したとTV番組で視聴者に紹介した。
ヨーロッパの中でも特にフランスのパリが大好きで毎年夏の約2ヶ月間をそこで過ごしているという。パリを愛している理由について「フランスには何より人の個性を尊重する文化があるから」と語っている。
飲酒好きで愛煙家でもある。
子供の頃から本を読むのが大好きで、姉が給料日のたびに子供向けの本や漫画を買ってくれたのがきっかけ。その後は特にジェフリー・アーチャー、浅田次郎、大沢在昌などの作品を好んで読み漁ってきたとのこと。
長年ロングヘアーが自慢だったが、2020年の脳梗塞で入院した時に髪が洗えなかったため手入れが面倒になったという。そこで思い切って入院中にショートカットにすると、白髪染めも一切止めて一年間かつらを被って周囲には秘密にしていた。
若い頃からブリジット・バルドーに憧れており、大阪の「カルーゼル」時代は彼女に模したヘアメイクで働いていた時期もある。
普段はTバックの下着を愛用しているか、2001年の逮捕後の留置場内では男性として扱われたため、下着は男性物の着用しか認められずトランクスをはいていたと、後日の会見で話している。
左足の太腿に薔薇の刺青を入れている。
性転換した翌年の31歳の時に、パリで知り合った19歳のフランス人男性と半年間ではあるが事実婚をしていた。

### 考え方など
恋愛対象は、ノンケ（異性愛者）である。ちなみに体が男だった頃に一度だけ女性と経験したことがあるとのこと。恋愛について本人は「熱しやすく冷めやすい」としており、これまでに数十人の男性と同棲してきた。最初の3ヶ月ぐらいはしおらしく尽くすがだんだん飽きてしまい別れを繰り返しているため、友人たちから「ワンクールの女」と言われている。65歳を過ぎたあたりから、「さすがに恋愛はもういいや」という考えに至ったとのこと。
本人によると大阪にいた頃に芸能界デビューしたことや、一時大阪のレギュラー番組にたくさん出ていたことから、よく大阪出身と間違えられるとのこと。このせいかは不明だが、映画やドラマでも関西人の役で出演を依頼されることが何度かあったという。
今でこそ故郷に戻ると地元住民から歓迎されるが、昔はキャバレーで名が売れた頃ですら仕事でたまに故郷に戻ると冷たい対応をされた。このため家族の迷惑を考え、妹が結婚する麻紀が30歳の頃までは、マスメディアでは本名を一切言わなかった。
麻紀が性別適合手術をした1970年代は、性的少数者や性別適合手術に対して今以上に強い偏見や差別があった。帰国後マスコミから誹謗中傷を書き立てられたり、一般人から「生まれ持った性を変えるなんて悪魔に魂を売ったようなもんだ」などと悪口を言われりしたという。そんな中、美輪明宏から「これからは“魔女”として生きていきなさい。今まで女を泣かせてきた男たちを、今度は片っ端から泣かせておやり」と言われた。本人は後年「その言葉は、そのまま“魔性の女・カルーセル麻紀”の信念になった」と回想している。
性別適合手術に関して、本人は医療技術が未発達の時代に思い切って手術したが、可愛がっていた数人の後輩ニューハーフが適合手術後に鬱病で悩むなどして自ら命を絶ってしまい他の後輩ニューハーフたちには安易に手術に踏み切らないよう助言する立場を取っている。また性同一性障害については、後年のインタビューで「個人的には病気じゃないと思ってる。“障害”っていうなら障害者手帳ちょうだいよって話なんだけど、性同一性障害の扱いが中途半端なのよ」との持論を展開している。

### 交友関係
芸能界でも友人、親友は多いが、石原裕次郎は麻紀を本物の女性として接していて実妹のようにたいへん可愛がっていたという。交流のきっかけは、麻紀が仕事のスケジュールがオフの合間に友人の経営するバーの手伝いで接客していたところに、客として訪れた石原が「カルーセル麻紀じゃないか！」と驚いて声をかけてきたことから始まったと語っている。石原は本来、兄である慎太郎同様に女装男性を嫌っており、麻紀のようなケースは非常に珍しかった。慎太郎も裕次郎と同様に麻紀を可愛がっていたという。石原は麻紀と出会ったその場で撮影中だった主演映画への出演に誘い、彼女のために台本を書き換えさせたという。それ以来2人のことは石原の妻・石原まき子も公認となり、普段から裕次郎のお供で飲食や遊びに連れて行ってもらったり温泉も一緒に入ったりなどしていたという。石原の逝去直後、まき子から「麻紀さん、今まで裕さんに付き合っていただいてどうもありがとう。」と逆に感謝の念を伝えられたと語っている。石原の逝去後、麻紀は彼の誕生日に毎年ドンペリと赤いバラの花束を用意し、その夜は故人を偲んで飲み明かすことにしているという。
藤圭子は同じ事務所に属していたが人見知りで他の芸能人とは全然話さないのに、麻紀に対しては心を開きよく話しかけてきて「じゅんべ」（藤圭子の本名阿部純子）と呼んで可愛がっていた。1978年4月発売に発売する2曲のどちらをA面にするか揉めていて「麻紀さんどっちがいい」と聞くので何で私にと思いながら「絶対こっちがいい」と勧めたところそのまま「銀座流れ唄」がA面に決まった。1979年引退すると聞き心配した麻紀が藤圭子を訪ね「純ちゃんやめたら駄目よ、あたしたちみたいな貧乏人がようやくこうして贅沢できるようになったんじゃない、おいしいものをどんどん食って、奇麗なものをじゃんじゃん買って、そうやって生きていけばいいじゃない。やめるなんていったら絶対いけないよ、疲れたら休むと言えばいいの、休みなさい。って真剣な顔で言われたんだ」。藤圭子は麻紀のことを「同じ事務所でとっても仲がいいの。さっぱりした男みたいな人で・・・とにかく気持ちがいい人なの」と言っていた。1983年赤ん坊を連れてテレビ局に来ていた藤圭子に「ちょっと光を預かってて」と頼まれ「いやだよ何で私に」と思いながら抱いてあやしたことが2度あった。後に宇多田ヒカルがデビューした時あの時の赤ちゃんがと大変驚いた。
太地喜和子とは飲食仲間でもあり、数多い友人の中でも大親友の1人であった。劇団俳優座養成所にいた峰岸徹の卒業公演を見に行き、終演後彼と話していた所同期生だった太地が現れ、すぐに親しくなった。その後麻紀は太地から女優として認められた後、お互いにアドバイスし合うこともあったという。2011年4月19日放送の『徹子の部屋』のゲスト出演時には、太地の形見である帯と帯締を着けて着物姿で登場した。
関口宏とは互いの芸能界デビューが同時期で当時から交流があり「宏」「麻紀」と呼びあっていて仲良しだと『関口宏の東京フレンドパークII』出演時に語っている。また27歳の時にゲスト出演した関口の演劇グループ“いもの群”での舞台は、麻紀が芝居に魅力を感じるきっかけとなった。
黒柳徹子とは長年の親交があり『徹子の部屋』には番組開始から現在まで定期的に出演している。同番組では2014年5月28日に閉塞性動脈硬化症で足を手術したことを語っている。また2021年2月26日出演時には、1976年に同番組初出演時のドレスを着て、ショートカットのグレイヘアで登場し、脳梗塞での入院時の様子や髪型について黒柳に語っている。また、過去に黒柳と一緒に自身の大好きなヨーロッパ旅行へ出かけたこともある。
デヴィ夫人や美川憲一、あき竹城とはプライベートでも親交の深い旧友である。大黒摩季や小林幸子も友達である。
オリックスのシニア・ディレクターを務めた中村勝広と旧知の間柄であったことが縁で、2008年（平成20年）3月1日、オリックス・バファローズ対阪神タイガースのオープン戦で始球式を行なった。
オネエ系タレントのパイオニアでもあり、マツコ・デラックスやミッツ・マングローブなどの多くの後輩たちから慕われているが、特にニューハーフタレントの後輩はるな愛をプライベートでも可愛がっている。愛は、麻紀の誕生日パーティーに招待された際、当時多忙だったのでうっかり行くのを忘れてしまい、麻紀に男口調で激怒されたと語っている。2011年2月6日放送の『クイズ☆タレント名鑑』のコーナー「芸能人!このオファー引き受けた?引き受けなかった?クイズ」で「カルーセル麻紀のエアあやや」のオファーを承諾し披露しているが、引き受けた理由は愛に見てもらいたかったとの事。
元気が出るテレビのドッキリ企画では仕掛人である日出郎にニューハーフの家族への偽カミングアウト企画で感動のあまり涙を溢した際、スポイトで涙を取られ「オカマの涙は長寿の薬」と言われ日出郎を張り倒し、ビートたけしを爆笑させた。
タレントでもあり京都祇園カルシウムハウスの梶浦梶子ママからは「師匠」と呼ばれ慕われており、公私共に梶子ママを可愛がっている。
同郷の直木賞作家である桜木紫乃の小説『緋の河』と『孤蝶の城』のモデルとなった。
芸能界以外の一般の女友だちも多く、自身が名付けた「はまぐり会」という会合をたまに開き、皆で飲み食いしながら日頃の鬱憤話をし合っているとのこと。

## 受賞歴
2024年
- 第79回毎日映画コンクール 助演俳優賞（『一月の声に歓びを刻め』）

## 出演作品

### 映画作品
- 喜劇 競馬必勝法 大穴勝負（1968年）
- 新宿そだち（1968年）
- 異常性愛記録 ハレンチ（1969年） - 出演予定だったが諸事情により出演せず、代役が立てられた。
- 残酷・異常・虐待物語 元禄女系図（1969年）
- 夜の最前線 東京女地図（1969年）
- コント55号 宇宙大冒険（1969年）
- 野蛮人のネクタイ（1969年）
- 女の警察 国際線待合室（1970年）
- 不良番長 暴走バギー団（1970年）
- 性転換の神秘 / ストレンジハー（1971年、アメリカ映画） - 日本公開版にインタビュー出演
- 谷岡ヤスジのメッタメタガキ道講座（1971年）
- 影狩り ほえろ大砲（1972年）
- 女子大生 SEX方程式（1973年）
- カルーセル麻紀 夜は私を濡らす（1974年） - 主演[18]
- 喜劇 特出しヒモ天国（1975年）
- くの一忍法 観音開き（1976年）
- 俺は田舎のプレスリー（1978年）
- 俺は上野のプレスリー（1978年）
- 火の鳥（1978年） - 実写版映画
- 道頓堀川（1982年）
- ルパン三世 バビロンの黄金伝説（1985年） - マルチアーノ 役（声の出演）[19]
- 苺の破片（2004年）
- 自虐の詩（2007年）
- ピューと吹く!ジャガー（2008年）
- 劇場版 SPEC〜天〜（2012年） - 境
- 一月の声に歓びを刻め（2024年） - マキ[20]

### テレビ作品
- 女殺し屋 花笠お竜（1969年） - お巻（レギュラー）
- 特別機動捜査隊 第399話「緋牡丹の女」（1969年）
- プレイガールシリーズ
  - プレイガール
    - 第71話「怪談・怨霊館の妖女」（1970年）
    - 第157話「迫力世界一の女 」（1972年） - 牧子
    - 第161話「真夜中の技くらべ」（1972年） - さそりのおマキ
    - 第184話「真夜中の美少年」（1972年） - ブラック・ローズ
    - 第209話「猟奇世界一の女」（1973年） - 可能まり

  - プレイガールQ （1975年)
    - 第30話「白い乳房に蒼い毒針」- 宗方小夜子
    - 第38話「怪談世にも凄まじい女の呪い」
- 丹下左膳 第13話「ばてれん長崎の巻」（1970年、NETテレビ） - 百合
- お耳役秘帳 第25話「人斬り毒婦」（1976年、関西テレビ） - お歌
- 大都会 PARTII 第52話「追跡180キロ」（1978年）
- 西遊記 第1話「石猿誕生す」（1978年） - 乙姫
- 土曜ワイド劇場
  - 「天才・神津恭介の推理 高木彬光の刺青殺人事件」（1983年）
  - 「京都マル秘仕置帖1」（1999年）
- 火曜スーパーワイド「ぐるり富士山おまじないツアー」（1988年）
- SPEC〜翔〜 - タロット占いおばさん

### バラエティー番組
- 11PM - レギュラーコーナーを持っていた。
- カルーセルの今夜こうして（毎日放送テレビ、1983年7月21日 - 1983年12月21日）
- カルーセルの今夜はうしみつ族（テレビ大阪、1984年7月 - ）
- 花の新婚!カンピューター作戦（関西テレビ）
- ノックは無用!（関西テレビ） - 横山ノックの代打司会として｡
- バラいろダンディ（TOKYO MX、2014年10月 - 2018年9月） - 月曜ダンディ
- アナザーストーリーズ 運命の分岐点（2017年 NHK BSプレミアム、2023年 NHK総合テレビジョン=再編集版）「“オネエ”たちは闘った 〜知られざる勇気の系譜〜」 物語の主人公として取り上げられる

### ラジオ番組
- カルーセル麻紀のちょっと聞いてよ（ラジオ日本）

### CM出演
- キリンチューハイ「ビターズ」（2016年1月 - ）[21][22]
- 「女性社員」篇 共演/速水もこみち、水野美紀、坂井真紀、酒井美紀

## 音楽

### シングル
| 発売日               | 規格           | 規格品番       | 面             | タイトル                                 | 作詞           | 作曲           | 編曲           |
| 日本コロムビア       | 日本コロムビア | 日本コロムビア | 日本コロムビア | 日本コロムビア                           | 日本コロムビア | 日本コロムビア | 日本コロムビア |
| -------------------- | -------------- | -------------- | -------------- | ---------------------------------------- | -------------- | -------------- | -------------- |
| 1968年10月           | EP             | SAS-1193       | A              | 愛してヨコハマ                           | 梶野真澄       | 桜田せい一     |                |
| 1968年10月           | EP             | SAS-1193       | B              | バナナ・ボーイ                           | 梶野真澄       | 桜田せい一     |                |
| 1969年5月            | EP             | SAS-1274       | A              | おねだり                                 | 梶野真澄       | 桜田せい一     |                |
| 1969年5月            | EP             | SAS-1274       | B              | 緋牡丹仁義                               | 梶野真澄       | 桜田せい一     |                |
| 1971年8月            | EP             | SAS-1559       | A              | こけし                                   | ちあき哲也     | 三木たかし     | 三木たかし     |
| 1971年8月            | EP             | SAS-1559       | B              | わかっていたの                           | ちあき哲也     | 三木たかし     | 三木たかし     |
| テイチクレコード     |                |                |                |                                          |                |                |                |
| 1974年8月            | EP             | SN-1414        | A              | 夜の花びら（Les Fleurs du Soir）         | なかにし礼     | 神保正明       | 神保正明       |
| 1974年8月            | EP             | SN-1414        | B              | 禁色                                     | なかにし礼     | 大兼佳也       | 神保正明       |
| ミノルフォンレコード |                |                |                |                                          |                |                |                |
| 1975年8月            | EP             | KA-558         | A              | 南京町から                               | K＆F           | 初鹿野哲彦     | 神保正明       |
| 1975年8月            | EP             | KA-558         | B              | 風来坊                                   | 宇山清太郎     | 神保正明       | 神保正明       |
| ビクターレコード     |                |                |                |                                          |                |                |                |
| 1977年2月            | EP             | SV-6176        | A              | 日本列島日が暮れて…                      | 山口洋子       | 岸本健介       | 神保正明       |
| 1977年2月            | EP             | SV-6176        | B              | 新宿ふらふら                             | 山口洋子       | 岸本健介       | 神保正明       |
| 1978年3月            | EP             | SV-6366        | A              | 灰皿とって                               | 山口洋子       | 竜崎孝路       | 竜崎孝路       |
| 1978年3月            | EP             | SV-6366        | B              | なりゆきまかせ                           | 山口洋子       | 猪俣公章       | 竜崎孝路       |
| 1980年               | EP             | SV-7005        | A              | なりゆきまかせ                           | 山口洋子       | 猪俣公章       | 竜崎孝路       |
| 1980年               | EP             | SV-7005        | B              | みんな恋でした                           | 山口洋子       | 伊藤雪彦       | 伊藤雪彦       |
| トーラスレコード     |                |                |                |                                          |                |                |                |
| 1994年4月27日        | 8cmCD          | TADL-7378      | 1              | 恋は夢模様                               | 川奈夏         | 四方章人       | 竜崎孝路       |
| 1994年4月27日        | 8cmCD          | TADL-7378      | 2              | 恋は夢模様（カラオケ）                   | -              | 四方章人       | 竜崎孝路       |
| 1994年4月27日        | 8cmCD          | TADL-7378      | 3              | おんな 金沢・主計町                      | 川奈夏         | 四方章人       | 竜崎孝路       |
| 1994年4月27日        | 8cmCD          | TADL-7378      | 4              | おんな 金沢・主計町（カラオケ）          | -              | 四方章人       | 竜崎孝路       |
| 1995年4月27日        | 8cmCD          | TADL-7408      | 1              | 酔いどれ女の流れ歌                       |                |                |                |
| 1995年4月27日        | 8cmCD          | TADL-7408      | 2              | 酔いどれ女の流れ歌（カラオケ）           | -              |                |                |
| 1995年4月27日        | 8cmCD          | TADL-7408      | 3              | 夜霧のしのび逢い（La Playa）             |                |                |                |
| 1995年4月27日        | 8cmCD          | TADL-7408      | 4              | 夜霧のしのび逢い（La Playa）（カラオケ） | -              |                |                |

## 書籍

### 著書
- 『私を脱がせて』（2002年、ぶんか社） 『私は女』（ぶんか社文庫、2007年）
- 『女は一日にしてならず』（2005年、幻冬舎）ISBN 978-4344010727
- 『酔いどれ女の流れ旅 カルーセル麻紀"自叙伝"』財界さっぽろ 2015年

### 写真集
- ff(フォルティッシモ)（2003年12月、大洋図書、撮影：山岸伸）ISBN 978-4813010937